# 中綱湖

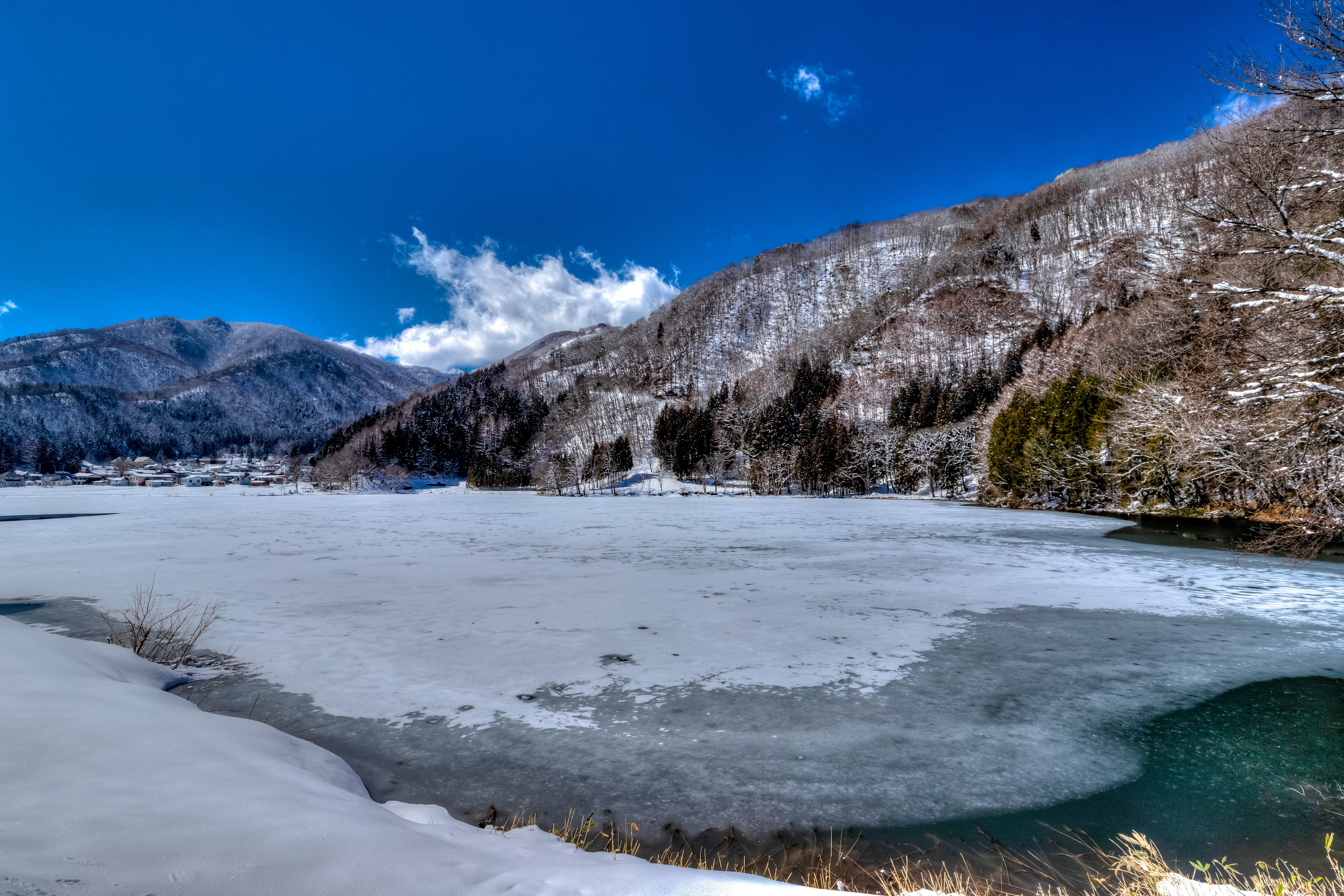
冬の中綱湖

中綱湖（なかつなこ）は、長野県大町市北部にある湖。仁科三湖の中間に位置し、最小の面積の湖である。

## データ
- 面積：0.14km2
- 最大水深：12m
- 周囲：2,200m

## 地理

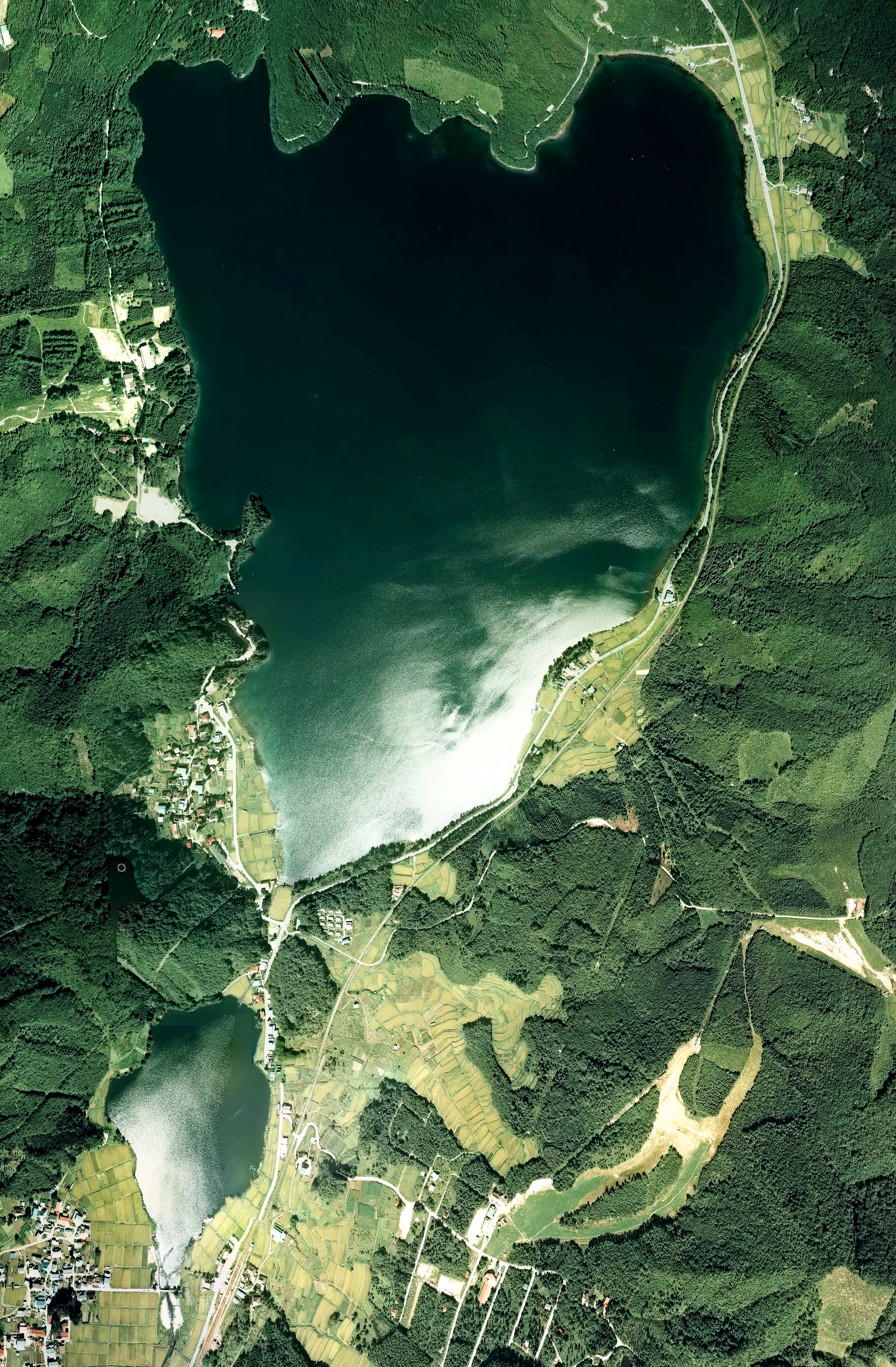
青木湖（上）と中綱湖（左下）

糸魚川静岡構造線による地溝上に出来た構造湖で、西側には北アルプスが控えている。流入河川は青木湖から流出する農具川であり、そのまま流出河川となり木崎湖へ注ぐ。

## 周辺
- 大糸線簗場駅
- 国道148号
- サンアルピナ鹿島槍スキー場

## 観光
コイ、フナ類、およびワカサギ釣り目当ての観光客が多いが、中でもヘラブナ釣りが有名である。

## その他
- 小さい湖であるため水質汚染が起こりやすい。近年は水質保全活動により水質は比較的安定している。
- 近年ブラックバス類の定着が問題となりつつある。